# 福島県第3区
福島県第3区（ふくしまけんだい3く）は、日本の衆議院議員総選挙における選挙区。1994年（平成6年）の公職選挙法改正で設置。

## 区域

### 現在の区域
2022年（令和4年）公職選挙法改正以降の区域は以下のとおりである。白河市周辺以外は2区に移入した一方、4区だった会津地方の全域が3区に入った。そのため、本州の衆議院小選挙区で岩手2区に次いで2番目に広くなり、面積が6,650㎢に広がった。
- 会津若松市
- 白河市
- 喜多方市
- 南会津郡
- 耶麻郡
- 河沼郡
- 大沼郡
- 西白河郡
- 東白川郡

### 2017年から2022年までの区域
2017年（平成29年）公職選挙法改正から2022年の小選挙区改定までの区域は以下のとおりである。2017年の区割り変更により、西白河郡西郷村が4区に移動されている。（旧区域2）
- 白河市
- 須賀川市
- 田村市
- 岩瀬郡
- 西白河郡
  - 泉崎村
  - 中島村
  - 矢吹町
- 東白川郡
- 石川郡
- 田村郡

中通りの県中エリア須賀川市・田村市・田村郡・岩瀬郡・石川郡と県南エリア（白河地方）で構成される。

### 2017年以前の区域
2013年（平成25年）公職選挙法改正から2017年の小選挙区改定までの区域は以下のとおりである。（旧区域1）
- 白河市
- 須賀川市
- 田村市
- 岩瀬郡
- 西白河郡
- 東白川郡
- 石川郡
- 田村郡

1994年（平成6年）公職選挙法改正から2013年の小選挙区改定までの区域は以下のとおりである。
- 白河市
- 須賀川市
- 岩瀬郡
- 西白河郡
- 東白川郡
- 石川郡
- 田村郡

## 歴史
元福島県知事の佐藤栄佐久を岳父に持つ玄葉光一郎が2000年以降8回連続当選しており、第44回・第45回衆議院議員総選挙のいずれでも得票率が全国2位となるなど、厚い地盤を築いていた。民主党にかつてない逆風が吹いた第46回衆議院議員総選挙でさえ、自由民主党候補をダブルスコア以上の大差で破り当選した。また、比例順位の違いという理由ではあるが、自民党が大勝した第44回衆議院議員総選挙において自民党候補が比例復活できなかったのに対し民主党が大勝した第45回衆議院議員総選挙においては自民党の吉野正芳に比例復活を許すという珍しい結果が出ている。
荒井広幸が参議院に転出して以降自民党は選挙区内に地盤を持つ候補者の擁立すらままならなかったが、2014年の第47回衆議院議員総選挙以降はかつて荒井の秘書を務めていた上杉謙太郎が2017年の第48回衆議院議員総選挙で比例復活、2021年の第49回衆議院議員総選挙では自身の拠点とする白河市など県南地方で玄葉の得票数を上回るなど徐々に浸透しつつあった。
2022年の区割り変更により選挙区が「分断」される形となったため、玄葉が出身地の田村市を含む新2区で根本匠との決戦に向けて活動に重点を置きつつある一方、自民党は上杉と旧4区の会津地方を地盤とする菅家一郎との間で調整が難航したためコスタリカ方式の採用が検討されていた。結果として、次期衆院選では、菅家を3区で擁立し、上杉は比例単独で立候補することとなった。
菅家と上杉は共に、ノルマの超過分に対する安倍派からのキックバックとして、2018年から2022年にかけての5年間で菅家は1,289円、上杉は309万円を裏金にしていたのが明らかとなり、自民党は2人の公認取り消しを発表した。菅家は不出馬となり、上杉が福島3区から無所属で立候補することとなった。一方で、立憲民主党は玄葉を新2区に移動させ、旧4区から小熊慎司を呼び込むかたちとなった。
そして迎えた2024年の第50回衆議院議員総選挙で小熊は無所属となった上杉を相手に完勝した。

## 小選挙区選出議員
| 選挙名                 | 年     | 当選者     | 党派       | 備考    |
| ---------------------- | ------ | ---------- | ---------- | ------- |
| 第41回衆議院議員総選挙 | 1996年 | 荒井広幸   | 自由民主党 | 旧区域1 |
| 第42回衆議院議員総選挙 | 2000年 | 玄葉光一郎 | 民主党     | 旧区域1 |
| 第43回衆議院議員総選挙 | 2003年 | 玄葉光一郎 | 民主党     | 旧区域1 |
| 第44回衆議院議員総選挙 | 2005年 | 玄葉光一郎 | 民主党     | 旧区域1 |
| 第45回衆議院議員総選挙 | 2009年 | 玄葉光一郎 | 民主党     | 旧区域1 |
| 第46回衆議院議員総選挙 | 2012年 | 玄葉光一郎 | 民主党     | 旧区域1 |
| 第47回衆議院議員総選挙 | 2014年 | 玄葉光一郎 | 民主党     | 旧区域1 |
| 第48回衆議院議員総選挙 | 2017年 | 玄葉光一郎 | 無所属     | 旧区域2 |
| 第49回衆議院議員総選挙 | 2021年 | 玄葉光一郎 | 立憲民主党 | 旧区域2 |
| 第50回衆議院議員総選挙 | 2024年 | 小熊慎司   | 立憲民主党 |         |

## 選挙結果
時の内閣：第1次石破内閣 解散日：2024年10月9日 公示日：2024年10月15日
当日有権者数：32万3682人 最終投票率：56.71%（前回比： 7.31%） （全国投票率：53.85%（2.08%））
| 当落 | 候補者名   | 年齢 | 所属党派               | 新旧 | 得票数   | 得票率 | 惜敗率 | 推薦・支持             | 重複 |
| ---- | ---------- | ---- | ---------------------- | ---- | -------- | ------ | ------ | ---------------------- | ---- |
| 当   | 小熊慎司   | 56   | 立憲民主党             | 前   | 96,814票 | 54.80% | ――     |                        | ○    |
|      | 上杉謙太郎 | 49   | 無所属（自由民主党籍） | 前   | 68,133票 | 38.57% | 70.38% | 自由民主党福島県連支援 |      |
|      | 唐橋則男   | 63   | 日本共産党             | 新   | 11,715票 | 6.63%  | 12.10% |                        |      |

- 玄葉は2区から出馬し当選。

時の内閣：第1次岸田内閣 解散日：2021年10月14日 公示日：2021年10月19日
当日有権者数：26万4121人 最終投票率：64.05%（前回比：3.09%） （全国投票率：55.93%（2.25%））
| 当落 | 候補者名   | 年齢 | 所属党派   | 新旧 | 得票数   | 得票率 | 惜敗率 | 推薦・支持               | 重複 |
| ---- | ---------- | ---- | ---------- | ---- | -------- | ------ | ------ | ------------------------ | ---- |
| 当   | 玄葉光一郎 | 57   | 立憲民主党 | 前   | 90,457票 | 54.24% | ――     | 社会民主党福島県連合推薦 | ○    |
| 比当 | 上杉謙太郎 | 46   | 自由民主党 | 前   | 76,302票 | 45.76% | 84.35% | 公明党推薦               | ○    |

時の内閣：第3次安倍第3次改造内閣 解散日：2017年9月28日 公示日：2017年10月10日
当日有権者数：27万4213人 最終投票率：60.96%（前回比：4.86%） （全国投票率：53.68%（1.02%））
| 当落 | 候補者名   | 年齢 | 所属党派           | 新旧 | 得票数   | 得票率 | 惜敗率 | 推薦・支持 | 重複 |
| ---- | ---------- | ---- | ------------------ | ---- | -------- | ------ | ------ | ---------- | ---- |
| 当   | 玄葉光一郎 | 53   | 無所属（民進党籍） | 前   | 92,930票 | 56.62% | ――     |            |      |
| 比当 | 上杉謙太郎 | 42   | 自由民主党         | 新   | 60,006票 | 36.56% | 64.57% | 公明党推薦 | ○    |
|      | 橋本健二   | 69   | 日本共産党         | 新   | 11,196票 | 6.82%  | 12.05% |            |      |

時の内閣：第2次安倍改造内閣 解散日：2014年11月21日 公示日：2014年12月2日
当日有権者数：28万9354人 最終投票率：55.78%（前回比：5.91%） （全国投票率：52.66%（6.66%））
| 当落 | 候補者名   | 年齢 | 所属党派   | 新旧 | 得票数   | 得票率 | 惜敗率 | 推薦・支持           | 重複 |
| ---- | ---------- | ---- | ---------- | ---- | -------- | ------ | ------ | -------------------- | ---- |
| 当   | 玄葉光一郎 | 50   | 民主党     | 前   | 94,462票 | 59.99% | ――     |                      | ○    |
|      | 上杉謙太郎 | 39   | 自由民主党 | 新   | 49,174票 | 31.23% | 52.06% | 公明党、新党改革推薦 | ○    |
|      | 横田洋子   | 56   | 日本共産党 | 新   | 13,824票 | 8.78%  | 14.63% |                      |      |

- 菅野は比例東北ブロック単独で立候補したが落選。
- 上杉は第46回は新党改革から比例東北ブロック単独で立候補（落選）。

時の内閣：野田第3次改造内閣 解散日：2012年11月16日 公示日：2012年12月4日
当日有権者数：29万2166人 最終投票率：61.69%（前回比：12.57%） （全国投票率：59.32%（9.96%））
| 当落 | 候補者名   | 年齢 | 所属党派   | 新旧 | 得票数    | 得票率 | 惜敗率 | 推薦・支持           | 重複 |
| ---- | ---------- | ---- | ---------- | ---- | --------- | ------ | ------ | -------------------- | ---- |
| 当   | 玄葉光一郎 | 48   | 民主党     | 前   | 107,737票 | 62.33% | ――     | 国民新党推薦         | ○    |
| 比当 | 菅野佐智子 | 59   | 自由民主党 | 新   | 48,796票  | 28.23% | 45.29% | 公明党、新党改革推薦 | ○    |
|      | 小山田智枝 | 43   | 日本共産党 | 新   | 16,313票  | 9.44%  | 15.14% |                      |      |

- 吉野は比例中国ブロック単独で当選。

時の内閣：麻生内閣 解散日：2009年7月21日 公示日：2009年8月18日
当日有権者数：29万8086人 最終投票率：74.26%（前回比：1.97%） （全国投票率：69.28%（1.77%））
| 当落 | 候補者名   | 年齢 | 所属党派   | 新旧 | 得票数    | 得票率 | 惜敗率 | 推薦・支持   | 重複 |
| ---- | ---------- | ---- | ---------- | ---- | --------- | ------ | ------ | ------------ | ---- |
| 当   | 玄葉光一郎 | 45   | 民主党     | 前   | 159,826票 | 73.76% | ――     | 国民新党推薦 | ○    |
| 比当 | 吉野正芳   | 61   | 自由民主党 | 前   | 56,858票  | 26.24% | 35.57% | 公明党推薦   | ○    |

- 吉野は5区からの国替えのため、比例順位で優遇された。

時の内閣：第2次小泉改造内閣 解散日：2005年8月8日 公示日：2005年8月30日
当日有権者数：29万9163人 最終投票率：72.29%（前回比：0.25%） （全国投票率：67.51%（7.65%））
| 当落 | 候補者名   | 年齢 | 所属党派   | 新旧 | 得票数    | 得票率 | 惜敗率 | 推薦・支持 | 重複 |
| ---- | ---------- | ---- | ---------- | ---- | --------- | ------ | ------ | ---------- | ---- |
| 当   | 玄葉光一郎 | 41   | 民主党     | 前   | 143,850票 | 68.55% | ――     |            | ○    |
|      | 蓮実進     | 72   | 自由民主党 | 前   | 65,996票  | 31.45% | 45.88% | 公明党推薦 | ○    |

- 蓮実は41・42・43回比例北関東ブロック単独で当選。

時の内閣：第1次小泉第2次改造内閣 解散日：2003年10月10日 公示日：2003年10月28日 最終投票率：72.54% （全国投票率：59.86%（2.63%））
| 当落 | 候補者名   | 年齢 | 所属党派   | 新旧 | 得票数    | 得票率 | 惜敗率 | 推薦・支持 | 重複 |
| ---- | ---------- | ---- | ---------- | ---- | --------- | ------ | ------ | ---------- | ---- |
| 当   | 玄葉光一郎 | 39   | 民主党     | 前   | 110,606票 | 52.04% | ――     |            | ○    |
|      | 荒井広幸   | 45   | 自由民主党 | 前   | 94,413票  | 44.42% | 85.36% | 公明党推薦 | ○    |
|      | 鈴木正一   | 50   | 日本共産党 | 新   | 7,522票   | 3.54%  | 6.80%  |            |      |

- 荒井は2004年第20回参議院議員通常選挙へ比例区から立候補し、当選。

時の内閣：第1次森内閣 解散日：2000年6月2日 公示日：2000年6月13日 （全国投票率：62.49%（2.84%））
| 当落 | 候補者名   | 年齢 | 所属党派   | 新旧 | 得票数    | 得票率 | 惜敗率 | 推薦・支持 | 重複 |
| ---- | ---------- | ---- | ---------- | ---- | --------- | ------ | ------ | ---------- | ---- |
| 当   | 玄葉光一郎 | 36   | 民主党     | 前   | 118,385票 | 53.77% | ――     |            | ○    |
|      | 穂積良行   | 65   | 自由民主党 | 前   | 91,081票  | 41.37% | 76.94% |            | ○    |
|      | 鈴木正一   | 46   | 日本共産党 | 新   | 10,683票  | 4.85%  | 9.02%  |            |      |

- 穂積は第41回は比例東北ブロック単独で立候補し当選。

時の内閣：第1次橋本内閣 解散日：1996年9月27日 公示日：1996年10月8日 （全国投票率：59.65%（8.11%））
| 当落 | 候補者名   | 年齢 | 所属党派   | 新旧 | 得票数   | 得票率 | 惜敗率 | 推薦・支持 | 重複 |
| ---- | ---------- | ---- | ---------- | ---- | -------- | ------ | ------ | ---------- | ---- |
| 当   | 荒井広幸   | 38   | 自由民主党 | 前   | 91,747票 | 46.18% | ――     |            | ○    |
| 比当 | 玄葉光一郎 | 32   | 民主党     | 前   | 88,214票 | 44.40% | 96.15% |            | ○    |
|      | 鈴木正一   | 43   | 日本共産党 | 新   | 11,031票 | 5.55%  | 12.02% |            |      |
|      | 鈴木尚之   | 49   | 無所属     | 新   | 7,688票  | 3.87%  | 8.38%  |            | ×    |